# روسيو أوكانتو
روسيو أوكانتو (بالإسبانية: Rocío Ocanto)‏ مواليد 6 سبتمبر 1992، هي لاعبة كرة يد أرجنتينية تلعب كجناح أيمن. مثلت منتخب الأرجنتين لكرة اليد للسيدات.

## سجل المنافسة
شاركت في البطولات التالية:
- بطولة العالم لكرة اليد للسيدات 2013